# عوز البورون في النبات
نقص البورون (بالإنجليزية: Boron deficiency)‏ هو اضطراب يصيب النبات إذا انخفضت نسبة البورون عن حد معين في أنسجة النبات.
يوجد البورون بكميات قليلة في التربة وتسبب الكميات الكبيرة منه تسمم النبات. تعتبر زيادة الكالسيوم أحد أهم أسباب نقص البورون بسبب وجود تضاد بين هذين العنصرين. يمكن أن يحدث نقص البورون كذلك نتيجة ارتفاع مستوى الماء الأرضي وسوء التهوية. يمتص على صورة بورات (BO2).

## وظائف البورون في النبات
1. يتحكم بنسبة الماء داخل النبات كذلك في امتصاص الماء من التربة.
2. له علاقة بحركة السكريات إلى أماكن تخزينها.
3. مهم لعمليات التلقيح داخل الزهرة.
4. يؤثر على امتصاص بعض العناصر مثل الآزوت والبوتاس والكالسيوم.
5. ضروري لتكوين الهرمونات في النبات.
6. يلعب دوراً في عملية تشكيل البروتينات في النبات.
7. ضروري لتكوين الحمض الأميني تريتوفان.

## أعراض نقص البورون
تظهر أعراض نقص البورون على الأوراق الغضة أولاً ثم تظهر على الأوراق الكبيرة في حالة استمرار وتفاقم النقص.
أهم أعراض نقص البورون موت البراعم والقمم النامية وموت أطراف الجذور وتكسر الأغصان والأوراق بسهولة.
وهناك أعراض خاصة تختلف باختلاف المحصول أهمها:
1. في اللوزيات لا تتفتح البراعم.
2. في الشعير لا يتكون الحب في السنابل.
3. في الحمضيات تظهر على الأوراق بقع مائية ثم تصبح شفافة ثم تسقط ويتعرى الفرع من القمة إلى الأسفل وفي الثمار يظهر على الألبيدو بقع بنية ويزداد سمك القشرة ولا تتكون البذور وتكون الثمار جافة وجامدة والعصير قليل وكذلك نسبة السكر.
4. في الشوندر(البنجر) يلاحظ القلب الأجوف والذي يظهر أسود اللون.
5. في القرنبيط تصبح الساق جوفاء بنية اللون.
6. في التفاح يتشكل بقع فلينية على سطح الثمار.
7. في القطن تأخذ شجيرات القطن في حالات النقص الشديد شكل دغل متشابك بسبب قصر المسافات بين العقد ويموت النسيج المرستيمي وتصبح الأوراق سميكة قابلة للكسر كما تسقط البراعم الزهرية كما يلاحظ انتفاخ حلقي داكن مزود بشعيرات كثيفة على أعناق الأوراق.

## معالجة نقص البورون
نعالج الأعراض بإضافة البورات إلى التربة أو الرش الورقي في حال الإصابة الخفيفة.